# Slayyyter
Catherine Grace Slater (St. Louis, 17 de setembro de 1996), conhecida profissionalmente como Slayyyter, é uma cantora e compositora estadunidense de música pop sediada em Los Angeles. O início de sua carreira se deu de forma independente através da plataforma Soundcloud, mas a artista cresceu consideravelmente nas redes sociais (em especial, no Twitter) e no nicho do subgênero hyperpop, ganhando muitos seguidores e uma fã base fiel. Em 2020, assinou com a gravadora independente FADER. Até 2021, a artista havia lançado dois discos, incluindo sua mixtape, Slayyyter (2019), e seu primeiro álbum de estúdio, Troubled Paradise (2021).

## Início da vida e carreira

### Início da vida
Slayyyter é de Kirkwood, Missouri, um pequeno subúrbio em St. Louis onde ela passou a maior parte de sua vida. Ela estudou seu ensino fundamental em escolas particulares, contudo, no ensino médio, seguiu em escolas públicas, sendo-lhe oferecidas boas aulas de música pela primeira vez.

### 2017–2018: Aproximação com a música e primeiros singles lançados
Slayyyter passou um ano na faculdade, estudando na Universidade do Missouri. "Foi uma época horrível", relata a cantora ao afirmar ter passado por um momento infeliz durante seu período na faculdade. Assim, ela logo largou o curso. A artista ainda revelou em entrevista que considera esse momento como tendo sido um tipo de "experimento caro", que deixou dívidas estudantis até tempos depois. Ela começou sua carreira como musicista logo na época, escrevendo músicas "lo-fi pop oitentistas" (editando e produzindo sozinha), porém que nunca de fato levou a público. Nesse período, começou a ouvir artistas mais underground no SoundCloud e a ouvir SOPHIE.

Fora da universidade, tentou trabalhar como garçonete num restaurante local de sushi, mas só foi conseguir se manter num emprego trabalhando como recepcionista num salão. Devido à "monotonia excessiva" do trabalho, ela conseguiu um certo tempo para escrever música e construir sua reputação online. Assim, deixou de lado seu nome de nascimento e decidiu se chamar Slater. Em entrevista a Paper Magazine, a artista comenta sobre o surgimento de seu nome artístico:
| “ | Dazed and Confused é meu filme favorito da vida. Eu já vi ele umas mil vezes e tem um personagem que se chama Slater. Ele tem um cabelo grande, sujo e eu achava ele bem gostoso quando eu era mais nova, então queria que meu nome fosse esse, porque achava que soava legal. Claro que o nome 'Slater' já existe como usuário nas redes sociais, então eu adicionei os 3 y's porque queria o mesmo nome em todas as minhas contas. | ” |
|   | — Slayyyter, Paper Magazine. |   |

Para a FADER em 2019, Slayyyter afirmou que não gostaria de fazer a mesma coisa mais de uma vez, tendo até interesse em fazer metal pesado no futuro. No período, descrevia seu disco de estreia como sendo "mais industrial, viajado e ainda um pouco ensolarado." Sua produtora mais frequente no início de sua carreira, Ayesha Erotica, é de Los Angeles. O single de estreia "BFF", os singles "Ghost", "Candy", "Alone", "Hello Kitty" (com participação adicional do na co-produção do frequente colaborador Boy Sim), e "All I Want for XXXmas" floresceram de colaborações entre as duas artistas. Elas se conheceram por meio do Twitter, sendo que Slayyyter a seguiu primeiro. A cantora dá os créditos aos seus fãs da rede social por terem apresentado ela a Ayesha. A cantora relata, inclusive, que pretendia se mudar para LA pelos trabalhos com a produtora.
Em 2018, Slayyyter também lançou os singles "I'm High" (com produção de GhostHaus) e "Platform Shoes" (produzido por Boy Sim).

### 2019: Singles, The Mini Tour e o lançamento deSlayyyter

#### A eraSlayyyter
No dia 30 de janeiro de 2019, Slayyyter anunciou seu single "Mine" com um trecho de 14 segundos. O tweet de anúncio rendeu mais de 200 mil visualizações na rede social, sendo a canção lançada no Dia dos Namorados, em fevereiro. Além disso, em menos de 24 horas, a faixa atingiu a posição 38 na tabela musical pop do iTunes nos Estados Unidos. No dia 11 de fevereiro, quatro dias antes do lançamento oficial do single "Mine", Slayyyter anunciou por meio de suas redes sociais The Mini Tour, uma tour local inicialmente constituída de 5 shows no total, percorrendo Nova Iorque, Missouri e Califórnia.
Além de "Mine", os singles "Daddy AF" e "Everytime" (cover de Britney Spears) foram lançados em maio. A cantora lançou um clipe para "Daddy AF" no mesmo mês. Houve uma colaboração com a artista Donatachi na faixa "Crush on U" em junho e, no mês seguinte, o lançamento da parceria de LIZ com Slayyyter em "Diamond In The Dark".
No dia 24 de junho, Slayyyter embarcou para a sua mini tour. Além dos programados, mais 6 shows ocorreram em Massachussetts, Califórnia, Missouri, Texas e Washington D.C. em julho. The Mini Tour teve sua conclusão no dia 27 de julho, na cidade natal da cantora, St. Louis. No dia 17 de setembro de 2019, Slayyyter lançou sua mixtape homônima no iTunes. A mixtape teve pico na posição 4 no Pop Chart do iTunes e pico de 14 no US iTunes Albums Chart.

#### Polêmica envolvendo antigostweetsracistas
Em dezembro de 2019, tweets antigos da cantora (por volta de 2012) foram trazidos à tona online. À época, a artista estava em seus 15 anos, sendo dona de contas de fã dedicadas aos grupos One Direction e Fifth Harmony. Nos tweets, a artista aparece utilizando a "palavra com N", termo em inglês conhecido por ser um insulto racista. Logo ao surgimento das primeiras críticas, a cantora pediu desculpas em uma carta aberta, onde afirmava ter sido "imatura" e que "sabia que aquilo era ofensivo, mas por pura imaturidade, eu usei [a palavra] de qualquer jeito. [...] Aqueles que não são negros não tem o direito de utilizar essa palavra em qualquer contexto que seja." Fechando sua carta aberta, Slayyyter disse que iria doar todo o dinheiro adquirido na venda de seus vinis e CDs para organizações de caridade em suporte à comunidade LGBTQIA+ negra: "Eu prometo utilizar minha plataforma para ascender artistas e negros na cena pop, que está necessitanto enormemente de diversidade. [...] Nunca irei parar de me desculpar por esses tweets, e espero conseguir mostrar a vocês com minhas ações de fora que eu mudei para melhor.", completa.
Em fevereiro de 2020, após tirar um tempo fora para repensar suas atitudes e refletir, a artista retornou para a rede social Twitter, onde anunciou suas doações para a Sylvia Rivera Law Project e a Black Trans Travel Fund.

### 2020-presente:Troubled Paradisee aClub Paradise World Tour
No início de 2020, Slayyyter se muda para Los Angeles para continuar a trabalhar em seu primeiro álbum de estúdio. A cantora acabou permanecendo na cidade devido a pandemia, continuando a gravar músicas mesmo com vários estúdios fechados. A artista já tinha experiência em criar músicas sozinha sem investimentos, ou sem uma gravadora dando apoio. Por esse motivo, não teve muitas dificuldades. Segundo Slayyyter, com seu segundo disco, ela queria trazer uma mudança na mixagem em comparação à sua mixtape, que havia sido criticada nesse ponto. Seu som eletrônico pesado agora tira um certo refinamento, sem deixar de lado as características industriais e abrasivas que tinha em mente. Ela complementa que 'Troubled Paradise' não seria mais uma produção pop "caseira".
Em 21 de outubro de 2020, Slayyyter lançou "Self Destruct", o primeiro single do Troubled Paradise, que teve clipe lançado horas depois. No mesmo dia, o título Troubled Paradise e a lista com todas as faixas do disco foi vazada no site de música Last.fm. "Throatzillaaa" foi lançada em 13 de novembro de 2020 como segundo single, que teve um vídeo com letras feito disponível 4 dias antes. Em dezembro, a faixa-título "Troubled Paradise" foi registrada no ASCAP de Slayyyter. Ela foi anunciada em 19 de janeiro de 2021 para lançamento 3 dias depois como o terceiro single do álbum, junto a seu clipe. Um dia antes, "Troubled Paradise" vazou com a capa do álbum, ordem da lista de faixas e trechos do videoclipe. Sendo assim, Slayyyter anunciou o título do álbum como Troubled Paradise um dia antes do planejado, junto a sua capa oficial e data de lançamento para 11 de junho de 2021. No dia seguinte, a lista de faixas e a pré-venda do álbum foram anunciadas. Em fevereiro, o álbum inteiro foi vazado na internet.
Os próximos singles a serem lançados foram "Clouds", lançado em 26 de fevereiro de 2021, "Cowboys", em 9 de abril do mesmo ano, e "Over This!", em 27 de maio. O disco foi lançado como planejado, sem nenhuma antecipação de datas. Foi disponibilizado em todas as maiores plataformas no dia 11 de junho de 2021. O lançamento do disco foi acompanhado de uma festa de estreia em Nova Iorque. 10 dias depois do lançamento do álbum, em 21 de junho, Slayyyter anunciou que entraria em turnê no ano seguinte para promover Troubled Paradise com a "Club Paradise World Tour".
Para seu segundo álbum de estúdio, que Slayyyter afirma já estar trabalhando em, a cantora respondeu num evento de fãs no site Reddit: "Estou um pouco cansada de hyperpop, [...] para meu segundo disco, quero passear por sons diferentes. A música que estou criando agora não é nem um pouco hyperpop, só pop clássico mas um pouco 'fantasioso' e retrô!."

## Artisticidade

### Influências de estilo e estética
O estilo visual e musical do início da carreira de Slayyyter tem sido avaliado como semelhante ao de artistas como Britney Spears, Lindsay Lohan e Paris Hilton. Lady Gaga também aparece como uma grande força influente, especificamente se tratando da produção electropop que a mesma trouxe em seus discos The Fame e The Fame Monster e considerando as faixas de Slayyyter com tom mais eletrônico, como "Celebrity" ou "Motorcycle". Em sua primeira mixtape, a artista traz elementos fortes da estética e sonoridade dos anos 2000, além de uma grande inspiração nas princesas pop dessa época, evidente em faixas como "Alone" ou "Candy". Há também similaridades na sonoridade de sua música a artistas contemporâneos do subgênero hyperpop, como a produção abrasiva de Charli XCX, vestígios do que a produtora Ayesha Erotica contribuiu para o Slayyyter.
Visualmente em sua primeira era, por meio de suas redes sociais, Slayyyter traz um sentimento vivido nos primeiros anos das redes sociais na internet. Suas selfies remetem ao estilo de fotos presentes no antigo MySpace. Slayyyter também tenta trazer para uma nova geração alguns trends antigos que, não tendo durado por muito tempo nos anos 2000, são considerados glamourosos e cool atualmente. Na escolha das capas dos singles de Slayyyter, ela colaborou frequentemente com o artista Glitchmood. Pessoalmente, a cantora citou em entrevistas que Britney Spears teve uma grande influência na sua música, assim como Timbaland, Nelly Furtado, Lady Gaga, Justin Timberlake, Madonna, Heidi Montag, Janet Jackson e Whitney Houston, sendo os artistas que ela mais ouviu ao crescer.
A partir de seu primeiro álbum de estúdio em 2021, o Troubled Paradise, a artista tenta se distanciar um pouco da imagem específica dos anos 2000 que lhe foi atribuída, trazendo novas influências (tanto da época, quanto mais recentes). Gwen Stefani é possivelmente uma das artistas que mais serviu de inspiração para sua segunda era, onde a própria Slayyyter afirmou ter visto na vocalista do No Doubt uma motivação para mesclar novos gêneros e trabalhar com estilos diferentes num mesmo disco, assim como Stefani fez em Love. Angel. Music. Baby. Outras influências perceptíveis são Fergie, Michelle Branch e Avril Lavigne, com faixas que incorporam elementos eletrônicos pesados do hyperpop, o rap e até o pop rock. Slayyyter comentou num evento de perguntas dos fãs pelo site Reddit que além de Gwen Stefani, The Neptunes, o estilo pop punk e elementos da cultura japonesa dos animes influenciaram o projeto.

## Vida pessoal
Slayyyter é abertamente bissexual. Ela já falou sobre sua orientação sexual com a revista Gay Times em março de 2019:
Sendo honesta, eu meio que sempre soube que gostava de garotas quando criança, mas também não pensava que estava tudo bem pra mim... Talvez um pouco depois do ensino médio que eu percebi, "Certo, eu definitivamente gosto de garotos e garotas, não tenho mais vergonha disso". Agora que tenho 22 anos, eu finalmente sinto que estou num ponto onde não preciso mais esconder minha bissexualidade. Eu estou pronta pra aceitá-la e ser eu mesma. Me sinto bem.

## Discografia

### Mixtapes
- Slayyyter (2019)[70]

### Álbuns
- Troubled Paradise (2021)[9]

### Singles

#### Como artista principal
| Título                                             | Ano  | Álbum             |
| -------------------------------------------------- | ---- | ----------------- |
| "BFF" (featuring Ayesha Erotica)                   | 2018 | Slayyyter         |
| "Ghost"                                            | 2018 | Non-album singles |
| "I'm High"                                         | 2018 | Non-album singles |
| "Platform Shoes"                                   | 2018 | Non-album singles |
| "Candy"                                            | 2018 | Slayyyter         |
| "Hello Kitty"                                      | 2018 | Non-album single  |
| "Alone"                                            | 2018 | Slayyyter         |
| "All I Want for Xxxmas" (featuring Ayesha Erotica) | 2018 | Non-album single  |
| "Mine"                                             | 2019 | Slayyyter         |
| "Daddy AF"                                         | 2019 | Slayyyter         |
| "Everytime"                                        | 2019 | Non-album single  |
| "Crush On U" (with Donatachi)                      | 2019 | Taste - EP        |
| "Cha Ching"                                        | 2019 | Slayyyter         |
| "Self Destruct" (featuring Wuki)                   | 2020 | Troubled Paradise |
| "Throatzillaaa"                                    | 2020 | Troubled Paradise |
| "Troubled Paradise"                                | 2021 | Troubled Paradise |
| "Clouds"                                           | 2021 | Troubled Paradise |
| "Cowboys"                                          | 2021 | Troubled Paradise |
| "Over This!"                                       | 2021 | Troubled Paradise |

#### Como artista secundária
| Título                                                                | Ano  | Álbum             |
| --------------------------------------------------------------------- | ---- | ----------------- |
| "Faded" (Boy Sim featuring Slayyyter)                                 | 2018 | Pink Noise        |
| "Dial Tone" (That Kid featuring Ayesha Erotica and Slayyyter)         | 2018 | Non-album singles |
| "Final Girl" (Graveyardguy featuring Slayyyter)                       | 2018 | Non-album singles |
| "Diamond In The Dark" (Liz featuring Slayyyter)                       | 2019 | ASA               |
| "Click (No Boys Remix)" (Charli XCX featuring Kim Petras & Slayyyter) | 2019 |                   |

#### Singles promocionais
| Título               | Ano  | Álbum |
| -------------------- | ---- | ----- |
| "Gimme More" (Remix) | 2020 |       |